# Борнейски язовец
Борнейският язовец още язовец на Еверет (Melogale everetti) е вид бозайник от семейство Порови (Mustelidae).

## Разпространение
Видът е разпространен в Индонезия и Малайзия.